# ヨイショマン

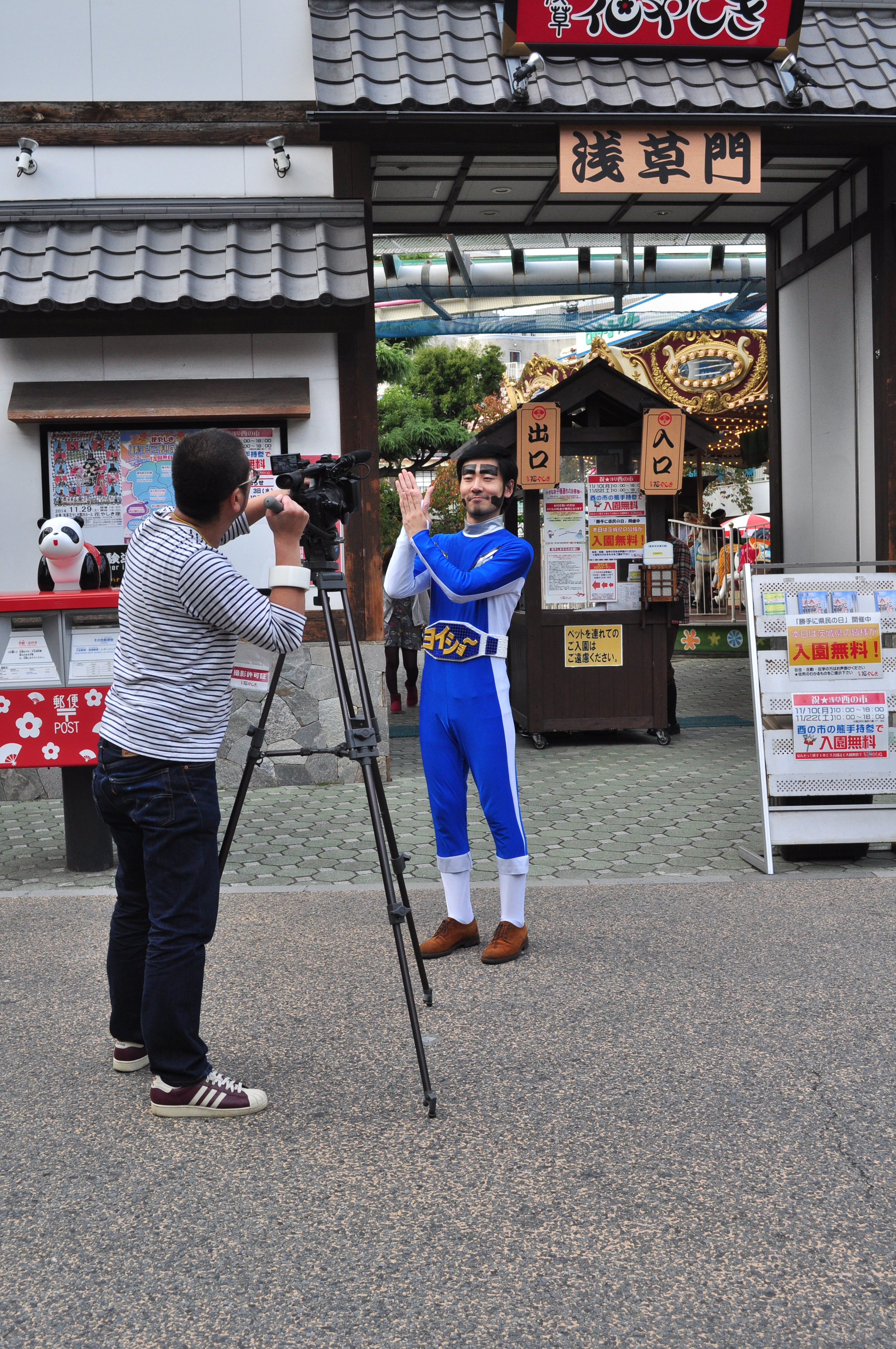
ヨイショマン、浅草にて

ヨイショマンは、お笑いトリオ・GAG少年楽団の福井俊太郎が扮する、さいたま市大宮区を中心に活動するローカルヒーロー。「その場を盛り上げるヒーロー」を標榜し、GAG少年楽団の拠点である大宮ラクーンよしもと劇場でヒーローショーを模したコントをおこなっている。

## キャラクター
- 青いヒーロー風のタイツコスチュームを着ているが、顔面は丸出しで、髪を横分けにし、眉毛・モミアゲが異常に太い[1]。
- 高い声で「ヨイショ～」と連呼する。ヨイショマン自身は、「ヨイショ」は必殺技だと説明している[2]。お笑いナタリーに「気の抜けた掛け声[1]」と評されている。
  - 良い事があれば「ヨイショ～」と言って盛り上げてくれる。誰かが「ヨイショ～」と言うと必ず追って「ヨイショ～」と言う。争う事が苦手で戦闘はしないが「ヨイショ～」には怪人が嫌がる超音波が入っているらしい。
- ヒーローなのに子供には人気がなく、子供の前でやると、子供が泣いてしまう事が多い。子供いわく、顔が出ているヒーローはいないので、ヒーローではないとの事。

## 活動
- 2014年12月30日、福井を始めとするよしもとクリエイティブ・エージェンシーの所属タレントたちがヒーローや敵キャラクターに扮した「ヨイショマンのヒーローショー」が開催された[3]。
- ローカルヒーローのイベント「2015日本ローカルヒーロー祭」に埼玉県代表として出演した[4]。

### メディア出演
- もってる!? モテるくん（読売テレビ、2014年3月）
- ニッポン元気計画! 眠れるスター目覚ましバラエティ“ハックツベリー”（テレビ東京、2014年4月4日）